# 東洋シヤッター
東洋シヤッター株式会社（とうようシヤッター、Toyo Shutter Co., Ltd.）は、日本の大手シャッターメーカー。業界第3位で、三和シヤッター工業、文化シヤッターに次ぐ。本社は大阪府大阪市中央区南船場。大手三社のうち、同社だけがエクステリア関連事業には未着手だが、ドア、ドアノブ、ドアハンドル製造は同社の特徴であり、シャッターに次ぐ主力商品である。
正式表記は「シヤッター」であり「シャッター」ではない。

## 主な取扱商品
- シャッター（住宅、商業施設、防災用など）
- 住宅建材（ドアノブ、ドアハンドルなど）
- ドア及びドアロック
- スチールドア
- ビルファイン
- 環境家具（各種施設、交通機関向け）

## 沿革
- 1955年（昭和30年）9月 - 大阪市西淀川区に創業。
- 1968年（昭和43年）1月 - 本社を大阪市中央区谷町に移転。
- 1972年（昭和47年）10月 - 本社を大阪市中央区常盤町に移転。
- 1975年（昭和50年）10月 - 大阪証券取引所第2部に上場。
- 1987年（昭和62年）10月 - 株式会社日本シャッター製作所を合併。
- 1989年（平成元年）2月 - 東京証券取引所第2部に上場。
- 1989年（平成元年）9月 - 東証・大証各1部に指定替え。
- 1991年（平成3年）10月 - 株式会社オーシマを合併。
- 1992年（平成4年）4月 - 岩住サッシ株式会社を合併。
- 1993年（平成5年）11月 - 本社を大阪市中央区南新町に移転。
- 2003年（平成15年）7月 - 本社を現在地に移転。
- 2011年（平成23年）2月 - ドイツ・ハーマン社グループと資本業務提携。
- 2011年（平成23年）3月 - 第三者割当増資により、ハーマン ベタイリグンス ゲーエムベーハーが筆頭株主となる。
- 2013年（平成25年）7月 - 大阪証券取引所における現物株市場の閉鎖により、大証1部上場廃止。

## 広報活動
1980年後半頃、笑福亭鶴瓶と田中美奈子をテレビCMのイメージキャラクターに起用した事があり、かつては「JNN報道特集」（TBS系）のスポンサーを務めた事があった。